# Club Deportivo Jalapa
Maillots
Club Deportivo Jalapa est un club de football guatémaltèque fondé en 1973 et basé à Jalapa.

## Historique
- 1973 : fondation du club sous le nom de Club Deportivo Jalapa

## Palmarès
- Championnat du Guatemala (2)
  - Vainqueur : 2007 (A), 2009 (C)

- Coupe du Guatemala (3)
  - Vainqueur : 2002, 2005 et 2006